# Hermippus schoutedeni
Hermippus schoutedeni är en spindelart som beskrevs av Roger de Lessert 1938. Hermippus schoutedeni ingår i släktet Hermippus och familjen Zodariidae.
Artens utbredningsområde är Kenya. Inga underarter finns listade i Catalogue of Life.